# Brewster McCloud
Brewster McCloud (conocida como Volar es para los pájaros) es una película de comedia negra estadounidense de 1970 dirigida por Robert Altman y protagonizada por Bud Cort y Sally Kellerman.

## Sinopsis
Brewster McCloud vive recluido en una especie de búnker con un solo objetivo: fabricar unas alas perfectas que le permitan volar. El sueño de libertad de este joven podría haber sido simplemente respetado y admirado de no ser porque aparecen personas de su entorno muertas con indicios de haber sido atacados por pájaros. Por esto Brewster es considerado principal sospechoso y cae sobre el todo el peso de los juicios sociales.
El muchacho cuenta con el apoyo de una chica, Louise, que lo alienta a continuar en su empresa y ve el objetivo como alcanzable. Las marcas físicas que tiene la joven en la espalda hacen pensar que se trata de una mujer pájaro o algo parecido. Por otro lado está Suzanne. Ésta, al contrario de la anterior, intenta convencer a Brewster para que ponga final a la locura.

## Reparto
- Bud Cort como Brewster McCloud
- Sally Kellerman como Louise
- Michael Murphy como el Detective Frank Shaft
- William Windom como Haskell Weeks
- Shelley Duvall como Suzanne Davis
- René Auberjonois como el conferenciante
- Margaret Hamilton como Daphne Heap
- Corey Fischer como Hines
- Stacy Keach como Abraham Wright
- John Schuck como Johnson
- Bill Adair como el Detective
- Bert Remsen como Breen
- Jennifer Salt como Hope
- G. Wood como el Captain Crandall
- Dean Goss como Ledbetter
- William Baldwin como Bernard
- Ronnie Cammick como Wendel
- Marilyn Burns como la guía turística

## Recepción crítica
Las críticas fueron mixtas tras el estreno original de la película, pero se han vuelto más positivas con el tiempo. Brewster McCloud tiene una puntuación del 86% en Rotten Tomatoes según 22 reseñas, con una calificación promedio de 7,3 sobre 10.
Roger Ebert del Chicago Sun-Times le dio a la película tres estrellas y media de cuatro y, comparándola con M*A*S*H, escribió que estaba "... igual de densamente repleta de palabras y acción, y "Sigues pensando que te estás perdiendo cosas. Probablemente lo seas. Es esa cualidad lo que es tan atractivo en estas dos películas de Altman. Tenemos la sensación de una inteligencia viva, apresurando las cosas en la pantalla, sin preocuparnos de si las entenderemos".